# Herrarnas scullerfyra i rodd vid olympiska sommarspelen 2004
Herrarnas scullerfyra i rodd vid olympiska sommarspelen 2004 avgjordes mellan den 14 och 21 augusti 2004.

## Medaljörer
| Gren        | Guld                                                                    | Silver                                                     | Brons                                                                   |
| Scullerfyra | Ryssland Nikolai Spinev Igor Kravtsov Aleksej Svirin Sergej Fedorovtsev | Tjeckien David Kopřiva Tomas Karas Jakub Hanak David Jirka | Ukraina Sergij Grin Serhij Bilousjtjenko Oleg Lykov Leonid Sjaposjnykov |

## Resultat

### Heat - 15 augusti

#### Heat 1
1. Tyskland: André Willms, Stephan Volkert, Marco Geisler och Robert Sens, 5:43,17 → Semifinal A/B
2. Estland: Oleg Vinogradov, Igor Kuzmin, Andrei Šilin och Andrei Jämsä, 5:45,56 → Semifinal A/B
3. Australien: Scott Brennan, David Crawshay, Duncan Free och Shaun Coulton, 5:46,32 → Semifinal A/B
4. USA: Ben Holbrook, Brett Wilkinson, Sloan Duross och Kent Smack, 5:50,61 → Återkval
5. Schweiz: Simon Stürm, Christian Stofer, Olivier Gremaud och Florian Stofer, 6:20,67 → Återkval

#### Heat 2
1. Polen: Adam Bronikowski, Marek Kolbowicz, Slalowmir Kruszkowski och Adam Korol, 5:41,98 → Semifinal A/B
2. Ryssland: Sergej Fedorovstev, Igor Kravtsov, Alekseij Svirin och Nikolai Spinev, 5:43,77 → Semifinal A/B
3. Italien: Alessandro Corona, Simone Venier, Federico Gattinoni och Simone Raineri, 5:45,84 → Semifinal A/B
4. Frankrike: Xavier Philippe, Cédric Berrest, Jonathan Coeffic och Frédéric Perrier, 5:50,74 → Återkval

#### Heat 3
1. Tjeckien:David Kopřiva, Tomas Karas, Jakub Hanak och David Jirka, 5:40,83 → Semifinal A/B
2. Ukraina:Sergij Grin, Sergij Bilusjtjenko, Oleg Lykov och Leonid Sjaposjnikov, 5:43,23 → Semifinal A/B
3. Belarus:Valery Radzevitj, Stanislau Sjtjarbatjenia, Pavel Shurmei och Andrei Pliasjkou, 5:46,80 → Semifinal A/B
4. Storbritannien:Simon Cottle, Alan Campbell, Peter Gardner och Peter Wells, 5:54,69 → Återkval

### Återkval - 17 augusti
1. USA: Ben Holbrook, Brett Wilkinson, Sloan Duross och Kent Smack, 5:46,54 → Semifinal A/B
2. Schweiz: Simon Stürm, Christian Stofer, Olivier Gremaud och Florian Stofer, 5:47,94 → Semifinal A/B
3. Storbritannien: Simon Cottle, Alan Campbell, Peter Gardner och Peter Wells, 5:48,65 → Semifinal A/B
4. Frankrike: Xavier Philippe, Cédric Berrest, Jonathan Coeffic och Frédéric Perrier, 5:50,83

### Semifinaler - 19 augusti

#### Semifinal A
1. Polen: Adam Bronikowski, Marek Kolbowicz, Slawomir Kruszkowski och Adam Korol, 5:42,63 → Final A
2. Tyskland: André Willms, Stefan Volkert, Marco Geisler och Robert Sens, 5:42,85 → Final A
3. Ukraina: Sergij Grin, Sergij Bilusjtjenko, Oleg Lykov och Leonid Sjaposjnikov, 5:44,00 → Final A
4. Australien: Scott Brennan, David Crawshay, Duncan Free och Shaun Coulton, 5:45,45 → Final B
5. Italien: Alessandro Corona, Simone Venier, Federico Gattinoni och Simone Raineri, 5:47,38 → Final B
6. Storbritannien: Simon Cottle, Alan Campbell, Peter Gardner och Peter Wells, 5:48,52 → Final B

#### Semifinal B
1. Tjeckien: David Kopřiva, Tomas Karas, Jakub Hanak och David Jirka, 5:42,73 → Final A
2. Ryssland: Sergej Fedorovstev, Igor Kravtsov, Alekseij Svirin och Nikolai Spinev, 5:44,08 → Final A
3. Belarus: Valery Radzevitj, Stanislau Sjtjarbatjenia, Pavel Shurmei och Andrei Pliasjkou, 5:44,70 → Final A
4. Estland: Oleg Vinogradov, Igor Kuzmin, Andrei Šilin och Andrei Jämsä, 5:44,90 → Final B
5. USA: Ben Holbrook, Brett Wilkinson, Sloan Duross och Kent Smack, 5:46,65 → Final B
6. Schweiz: Simon Stürm, Christian Stofer, Olivier Gremaud och Florian Stofer, 5:48,74 → Final B

### Finaler

#### Final A - 22 augusti
1. Ryssland: Sergej Fedorovstev, Igor Kravtsov, Alekseij Svirin och Nikolai Spinev, 5:56,85
2. Tjeckien: David Kopřiva, Tomas Karas, Jakub Hanak och David Jirka, 5:57,43
3. Ukraina: Sergij Grin, Sergij Bilusjtjenko, Oleg Lykov och Leonid Sjaposjnikov, 5:58,87
4. Polen: Adam Bronikowski, Marek Kolbowicz, Slawomir Kruszkowski och Adam Korol, 5:58,94
5. Tyskland: André Willms, Stefan Volkert, Marco Geisler och Robert Sens, 6:07,04
6. Belarus: Valery Radzevitj, Stanislau Sjtjarbatjenia, Pavel Shurmei och Andrei Pliasjkou, 6:09,33

#### Final B - 21 augusti
1. Australien: Scott Brennan, David Crawshay, Duncan Free och Shaun Coulton, 6:02,31
2. Schweiz: Simon Stürm, Christian Stofer, Olivier Gremaud och Florian Stofer, 6:04,53
3. Estland: Oleg Vinogradov, Igor Kuzmin, Andrei Šilin och Andrei Jämsä, 6:05,11
4. Italien: Alessandro Corona, Simone Venier, Federico Gattinoni och Simone Raineri, 6:06,91
5. USA: Ben Holbrook, Brett Wilkinson, Sloan Duross och Kent Smack, 6:07,83
6. Storbritannien: Simon Cottle, Alan Campbell, Peter Gardner och Peter Wells, 6:07,87